# Pershing Square (Los Ángeles)

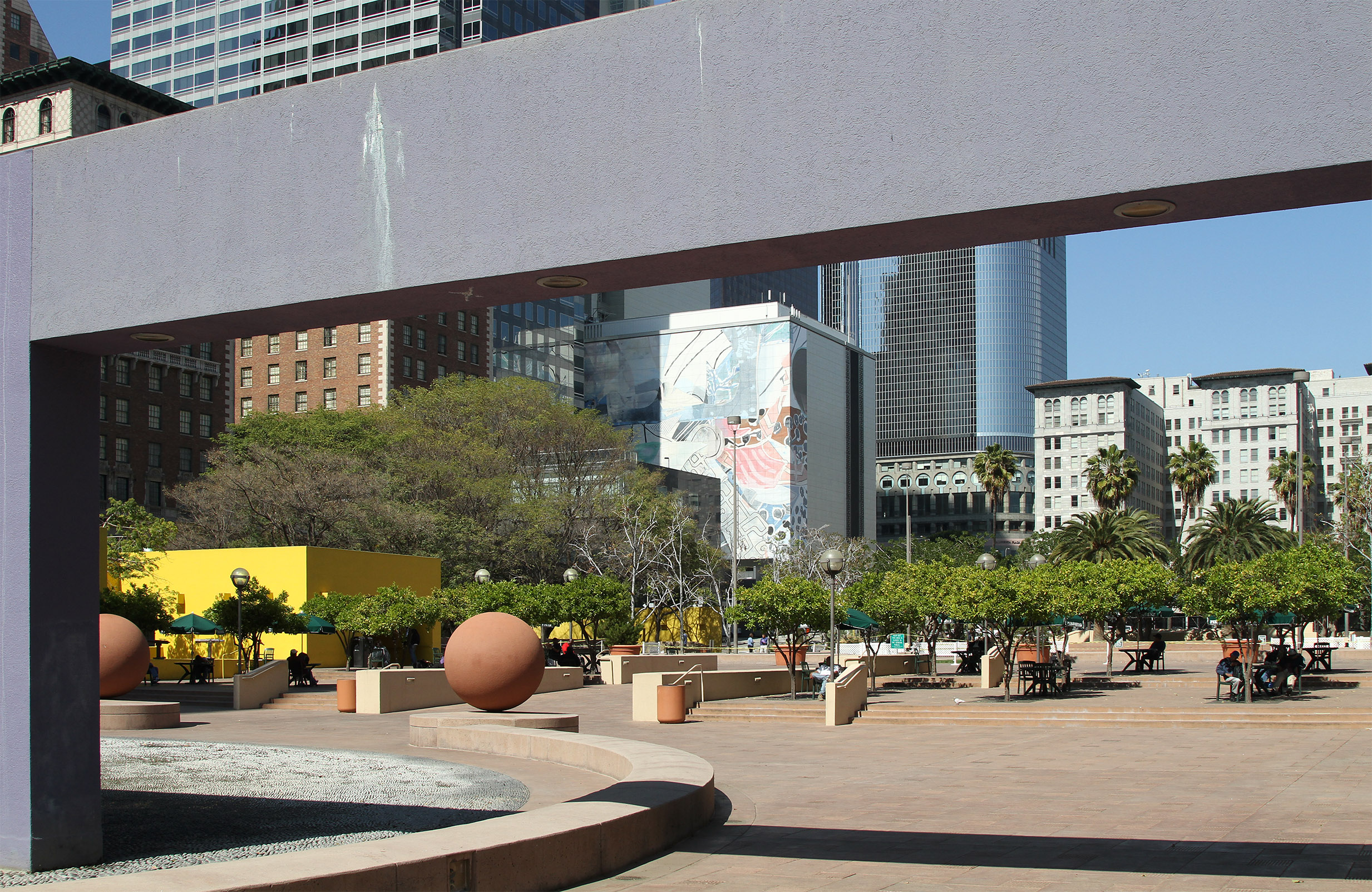
Pershing Square.

La Plaza Pershing es un parque público en el Centro de Los Ángeles, California. La plaza está bordeada por la calle 5ª al norte, la 6ª al sur, Hill Street al este, y Olive hacia el oeste. Hay una gran fuente en la mitad meridional de la Plaza Pershing.

## Historia
En la década de 1850, el lugar fue utilizado como campamento de colonos durante la fundación de Los Ángeles, cuyo desarrollo se centró en torno a lo que es ahora la Placita Olvera. En 1866, la ciudad declara la parcela plaza pública, bautizándola The Lower Plaza. George "Roundhouse" Lehman, un vecino de la ciudad de origen alemán, plantó pequeños cipreses, árboles frutales y arbustos en el parque hasta su muerte en 1882. 
En 1867, el St. Vincent's College (ahora la Universidad Loyola Marymount) se trasladó en el otro lado de la calle, y la plaza se convirtió en el Parque de San Vicente. En 1870, es nombrado oficialmente Los Ángeles Park. Durante los años 1880 y 90, era conocido como 6th Street Park, y más tarde, el Parque Central, durante este tiempo se añadió un pabellón para las bandas de música y los oradores. 
En el año 1900, se erigió un monumento a los héroes californianos que fallecieron en la guerra hispano-estadounidense, y se cree que es el monumento público más antiguo de Los Ángeles. El Consejo de la Ciudad de Los Ángeles lo declaró monumento histórico y cultural en 1990. 
En 1910 el parque fue renovado a partir de un diseño de John Parkinson, quien más tarde sería el diseñador del Ayuntamiento de La Ciudad de Los Ángeles y de la estación Unión. Parkison ofreció un diseño de tres niveles con fuente esculpida por Johan Caspar Lachne Gruenfeld. En noviembre de 1918, una semana después de terminada la Primera Guerra Mundial, el parque fue Renombrado Pershing Square, en honor de John J. Pershing; sin embargo no hubo ninguna placa honorífica en la plaza hasta cuatro décadas después. 
Entre 1920 y 1930 se añaden plantas tropicales al parque. En 1924, una escultura de bronce de un soldado de Infantería de la Primera Guerra Mundial. También se añadió en 1935, una escultura en honor a la Constitución de los Estados Unidos y otra de Ludwig Van Beethoven en honor a William Andrews Clark, fundador de la Filarmónica de Los Ángeles. Después del intensivo uso durante la Segunda Guerra Mundial, el parque comenzó a declinar como suburbanización se comenzó a celebrar en la Área Metropolitana de Los Ángeles. El parque fue excavado en 1952 para construir un aparcamiento subterráneo.
El parque sigue estando descuidado, se señalaron sus problemas en la Convención Nacional Democrática de 1960; el candidato y futuro presidente John F. Kennedy se quedó en el Millennium Biltmore Hotel adyacente para comprobar los problemas de la plaza. Para los Juegos Olímpicos de Los Ángeles 1984, el alcalde la ciudad gastó más de 1 millón de dólares para arreglar la Plaza. En 1992, el parque fue cerrado por una renovación del arquitecto mexicano Ricardo Legorreta, y la paisajista Laurie Olin. En la actualidad, la Plaza Pershing se ha convertido en un área de recreo con conciertos en verano, y una pista de hielo en el invierno.